# سوقر
سوقر (به عربی: السوقر) یک شهرداری در الجزایر است که در ناحیه السوقر واقع شده‌است. سوقر ۲۵۷٫۸۲ کیلومتر مربع مساحت و ۷۸٬۹۵۶ نفر جمعیت دارد.